# راس (اوهایو)
راس (به انگلیسی: Ross) یک منطقهٔ مسکونی در ایالات متحده آمریکا است که در شهرستان باتلر، اوهایو واقع شده‌است. راس ۸٫۱۴ کیلومتر مربع مساحت و ۳٬۴۱۷ نفر جمعیت دارد و ۱۶۷ متر بالاتر از سطح دریا واقع شده‌است.